# 日本ホイスト
日本ホイスト株式会社（にっぽんホイスト、NIPPON HOIST CO., LTD.）は、広島県福山市に本社を置く天井クレーン・橋形クレーンの製造会社である。

## 沿革
- 1950年 - 村上工機製作所として発足
- 1953年 - ホイスト第一号機誕生
- 1961年 - 社名を「日本ホイスト」と改称
- 1967年 - プレハブクレーン生産開始
- 1976年 - ウレタン車輪生産開始
- 1977年 - 無軌条クレーン生産開始
- 1981年 - 無線操縦装置クレディコン生産開始。プレスボックスクレーン生産開始
- 1982年 - 反転機生産開始
- 1990年 - マリーナクレーン生産開始
- 1992年 - インバータホイスト生産開始
- 1998年 - よりチャンクレーン生産開始
- 2003年 - 大形クレーンの海外生産開始。桁間ホイスト生産開始
- 2004年 - 夕鶴工場を開設。夕鶴クレーン生産開始
- 2007年 - 鶴の里開設
- 2008年 - 100ton ホイスト生産開始
- 2010年 - 暮れ部クレーンの本格生産開始
- 2012年 - 合弁会社「大連鶴盛起重机有限公司」設立
- 2015年 - 関東工場 稼働
- 2016年 - 中部工場 稼働
- 2017年 - 九州工場 稼働
- 2021年 - おどろきの工場 稼働

## 主要納入先
- 株式会社石川マテリアル
- いすゞ自動車株式会社
- 泉鋳造株式会社
- 株式会社今井製作所
- AGC株式会社
- 株式会社荏原製作所
- 王子製紙株式会社
- オークマ株式会社
- 株式会社大林組
- 尾道産業株式会社
- 鹿島建設株式会社
- 川崎重工業株式会社
- 関西電力株式会社
- 株式会社木村鋳造所
- キヤノン株式会社
- 株式会社共立機械製作所
- 株式会社神戸製鋼所
- コベルコ建機株式会社
- 株式会社小松製作所
- 佐世保重工業株式会社
- 三甲株式会社
- JFEスチール株式会社
- 芝浦機械株式会社
- 清水建設株式会社
- シャープ株式会社
- ジャパンマリンユナイテッド株式会社
- 神鋼物流株式会社
- 住友大阪セメント株式会社
- 住友理工株式会社
- 西濃運輸株式会社
- 積水ハウス株式会社
- ソニー株式会社
- 大王製紙株式会社
- 大海運輸株式会社
- 大成建設株式会社
- 太平洋セメント株式会社
- 株式会社太陽工機
- 大和ハウス工業株式会社
- 株式会社竹内製作所
- 株式会社竹中工務店
- 中部電力株式会社
- 株式会社ツガミ
- ツネイシホールディングス株式会社
- THK株式会社
- DMG森精機株式会社
- 帝人株式会社
- 株式会社ディスコ
- 東海旅客鉄道株式会社
- 東京電力ホールディングス株式会社
- 株式会社東芝
- 東レ株式会社
- トヨタ自動車株式会社
- 内海造船株式会社
- 株式会社中山製鋼所
- 那須電機鉄工株式会社
- 日産自動車株式会社
- 日清紡ホールディングス株式会社
- 日本板硝子株式会社
- 株式会社日本製鋼所
- 日本製紙株式会社
- 日本製鉄株式会社
- 日本鋳造株式会社
- 日本通運株式会社
- 日本鉄塔工業株式会社
- 日本電気硝子株式会社
- 株式会社野村鍍金
- 函館どつく株式会社
- パナソニック株式会社
- 阪和流通センター名古屋株式会社
- 東日本旅客鉄道株式会社
- 株式会社日立製作所
- 福山通運株式会社
- 株式会社ブリヂストン
- 本田技研工業株式会社
- 株式会社牧野フライス製作所
- マツダ株式会社
- 丸一鋼管株式会社
- 株式会社三井E&S
- 三菱重工業株式会社
- 三菱電機株式会社
- 山口鋼業株式会社
- ヤマザキマザック株式会社
- UBE三菱セメント株式会社
- 横浜ゴム株式会社

他多数

## 支店
- 東北支店：宮城県亘理郡亘理町逢隈高屋字堂田42-20
- 東京支店：東京都港区芝浦3丁目6-7
- 名古屋支店：名古屋市西区名西2丁目1-28-1
- 大阪支店：大阪市西区南堀江1丁目12-10
- 福山支店：福山市津之郷町258-4
- 九州支店：佐賀県鳥栖市西新町1412-3

## 営業所・海外拠点
- 札幌営業所：北海道小樽市銭函4丁目186-8
- 宇都宮営業所：栃木県宇都宮市下栗1丁目25-12
- 北関東営業所：群馬県邑楽郡板倉町泉野2丁目40-12
- 大宮営業所：さいたま市北区本郷町1518-2
- 横浜営業所：横浜市南区前里町2丁目30
- 千葉営業所：千葉市中央区祐光1丁目11-3
- 新潟営業所：新潟市中央区姥ケ山4丁目4-32
- 信州営業所：長野市西和田1丁目13-6
- 北陸営業所：富山市東田地方町2丁目6-27
- 静岡営業所：静岡県焼津市八楠4丁目12-13
- 滋賀営業所：大津市瀬田5丁目16-13
- 姫路営業所：兵庫県姫路市市之郷905-8
- 広島営業所：広島市安芸区船越5丁目30-13
- 四国営業所：香川県丸亀市田村町道東1785-5
- 大連事務所：中国大連市旅順口区旅順北路長城段42号
- インドネシア現地連絡先：Ruko Grand Puri Niaga JI.Puri Kencana K6 No. 3G & 3H Jakarta Barat 11610, Indonesia
- メキシコ現地連絡先：KM 194+813, BODEGA E, MODULO 1, Mexico 57, Santiago de Queretaro, Qro.

## 工場
- 本社工場：広島県福山市津之郷町大字津之郷258-4（約24,000坪）
- 関東工場：群馬県邑楽郡板倉町泉野2丁目40-12（約4,000坪）2015/5～
- 中部工場：愛知県小牧市大字大草字檀之上5570-80（約3,100坪）2016/6～
- 九州工場：佐賀県鳥栖市西新町1412-3（約2,900坪）2017/8～
- おどろきの工場：静岡県焼津市飯淵2038-5（約16,000坪）2021/4～

## ストックヤード
- 鶴の里

## 現地関連会社
- 大連鶴盛起重机有限公司：中国大連市旅順口区旅順北路長城段42号